# Torino

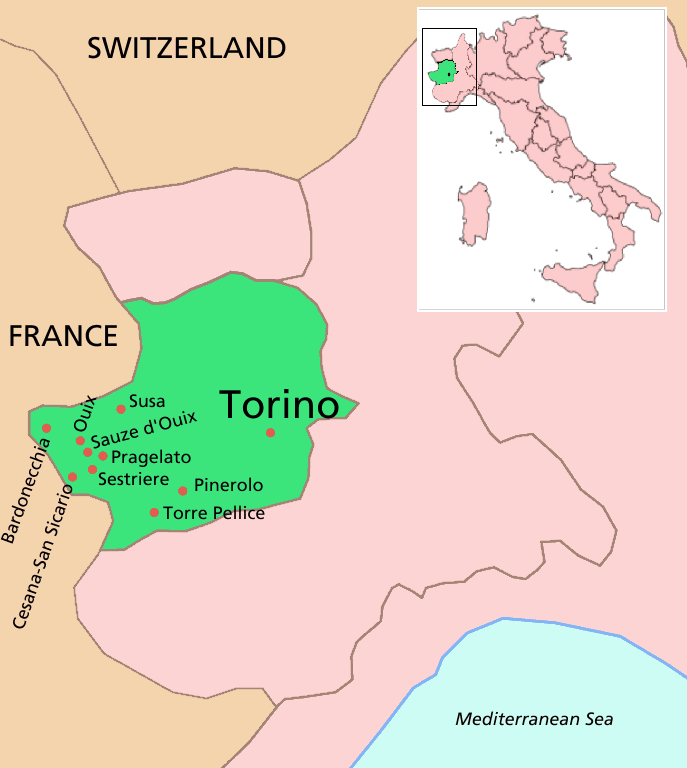
Bản đồ miền Piemonte với Torino được tô màu xanh và các nơi Thế vận hội được chỉ ra

Torino (tiếng Ý; còn được gọi là Turin trong tiếng Piemonte và các tiếng Anh, Pháp, Đức) là một thành phố kỹ nghệ quan trọng tại tây bắc của Ý. Torino là thủ phủ của Piemonte và nằm cạnh sông Po. Torino đã đăng cai Thế vận hội mùa đông 2006.

## Lịch sử
Cái tên Turin bắt nguồn từ Tau, một từ trong tiếng Celt có ý nghĩa là "núi". Tên tiếng Ý của nó, Torino, dịch ra như là "con bò nhỏ"; do đó cũng là huy hiệu và biểu tượng của thành phố. Khu vực này được định cư bởi người Taurini từ trước thời đại La Mã.
Vào thế kỉ thứ 1 TCN (có lẽ là 28 TCN), người La Mã thiết lập một doanh trại quân đội (Castra Taurinorum), sau này được đặt tên theo Augustus (Augusta Taurinorum). Những đường kiểu La Mã hình bàn cờ vẫn còn được nhìn thấy ở thành phố hiện đại. Torino đạt đến khoảng 5.000 người cư trú vào lúc đó, tất cả đều sống trong khu tường thành cao.
Sau khi Đế chế La Mã sụp đổ thành phố bị chinh phục bởi người Lombard, sau đó là người Frank; vào năm 942 danh hiệu Contea di Torino ("Bá tước thành Torino"), được thành lập, kể từ 1050 được nắm giữ bởi gia đình Bá tước của Savoy lúc đó. Trong khi thể diện của bá tước được công nhận bởi Giám mục như là Conte di Torino, 1092-1130 và 1136-1191, quyền lực thành phố thật ra nằm trong tay các Giám mục. Đó là quyền lực giai đoạn 1230-1235 dưới thời Marchese di Monferrato, theo kiểu Signore di Torino.
Vào cuối thế kỉ 13, khi nó được sáp nhập vào Lãnh địa Savoy, thành phố đã có 20.000 người dân cư trú. Nhiều vườn và dinh thự được xây dựng vào thế kỉ 15 khi thành phố được thiết kế lại. Trường Đại học Torino cũng được thành lập trong giai đoạn này.
Emanuele Filiberto (đầu sắt) làm Torino trở thành thủ phủ của Lãnh địa Savoy vào năm 1563. Piazza San Carlo, thông qua Po và Cung điện Hoàng gia (Palazzo Reale), được xây dựng trong giai đoạn này.
Vào năm 1706, quân Pháp bao vây thành phố trong vòng 117 ngày mà không chinh phục được thành phố (Trận đánh thành Torino). Theo sau Hòa ước Utrecht, Vương quốc Sardinia được sáp nhập vào Lãnh địa Savoy và kiến trúc sư Filippo Juvarra bắt đầu thiết kế lại thành phố với quy mô lớn. Bây giờ là thủ đô của một vương quốc ở châu Âu, Torino có khoảng 90.000 cư dân vào lúc đó.
Vào thế kỉ 19, sau khi bị chiếm đóng trong một thời gian ngắn bởi Napoléon, thành phố bắt đầu tích cực tham gia quá trình thống nhất nước Ý. Vào năm 1871, đường hầm xe lửa Fréjus được mở, làm Torino trở thành một nút liên lạc quan trọng. Thành phố bây giờ có 250.000 người dân. Các nhà thờ Museo Egizio, Mole Antonelliana, Gran Madre và quảng trường Vittorio Veneto được xây trong thời gian này.
Vào năm 1861, Torino trở thành thủ đô của nước Ý thống nhất vừa mới thành lập. Vào năm 1865 thủ đô được dời về Firenze. (Từ năm 1870 thủ đô là Roma.) Torino phản ứng lại sự mất đi về tầm quan trọng trong sự công nghiệp hóa nhanh chóng của nó: vào năm 1899, FIAT được thành lập và Lancia vào năm 1906. Cuộc Triển lãm thế giới được tổ chức ở Torino vào năm 1902 và thường được xem như là cột mốc của thiết kế Nghệ thuật Mới (Art Nouveau) và thành phố lại tổ chức cuộc triển lãm lần nữa vào năm 1911. Đến thời gian này, Torino đã phát triển đến 430.000 người.
Sau Chiến tranh thế giới thứ nhất, những mâu thuẫn giữa công nhân và các nhà công nghiệp bắt đầu nổ ra. Những cuộc đình công đầu tiên xảy ra vào năm 1920 và xí nghiệp Lingotto bị chiếm đóng.
Sau Chiến tranh thế giới thứ hai, Torino được xây dựng lại nhanh chóng và các ngành công nghiệp của thành phố phát triển mạnh, tạo ra những làn sóng nhập cư, chủ yếu là từ các vùng miền nam nước Ý. Dân số đạt đến 1 triệu người vào năm 1960 và lên đến 1.5 triệu vào năm 1975. Trong thập niên 1980 cuộc khủng hoảng công nghiệp đầu tiên quật vào thành phố và dân số của nó bắt đầu giảm xuống (và tiếp tục giảm, trong khi khu vực đô thị phát triển). Dân số năm 2005 là 908.000.
Torino cũng có những câu lạc bộ bóng đá lớn nhất thế giới được hâm mộ bởi nhiều người Ý. Câu lạc bộ bóng đá Juventus luôn có một sự cạnh tranh quyết liệt với các câu lạc bộ bóng đá của A.C. Milan trong Serie A.

## Khí hậu
| Dữ liệu khí hậu của Torino (Sân bay quốc tế Torino-Caselle, 1971–2000, cực độ 1946–nay) | Dữ liệu khí hậu của Torino (Sân bay quốc tế Torino-Caselle, 1971–2000, cực độ 1946–nay) | Dữ liệu khí hậu của Torino (Sân bay quốc tế Torino-Caselle, 1971–2000, cực độ 1946–nay) | Dữ liệu khí hậu của Torino (Sân bay quốc tế Torino-Caselle, 1971–2000, cực độ 1946–nay) | Dữ liệu khí hậu của Torino (Sân bay quốc tế Torino-Caselle, 1971–2000, cực độ 1946–nay) | Dữ liệu khí hậu của Torino (Sân bay quốc tế Torino-Caselle, 1971–2000, cực độ 1946–nay) | Dữ liệu khí hậu của Torino (Sân bay quốc tế Torino-Caselle, 1971–2000, cực độ 1946–nay) | Dữ liệu khí hậu của Torino (Sân bay quốc tế Torino-Caselle, 1971–2000, cực độ 1946–nay) | Dữ liệu khí hậu của Torino (Sân bay quốc tế Torino-Caselle, 1971–2000, cực độ 1946–nay) | Dữ liệu khí hậu của Torino (Sân bay quốc tế Torino-Caselle, 1971–2000, cực độ 1946–nay) | Dữ liệu khí hậu của Torino (Sân bay quốc tế Torino-Caselle, 1971–2000, cực độ 1946–nay) | Dữ liệu khí hậu của Torino (Sân bay quốc tế Torino-Caselle, 1971–2000, cực độ 1946–nay) | Dữ liệu khí hậu của Torino (Sân bay quốc tế Torino-Caselle, 1971–2000, cực độ 1946–nay) | Dữ liệu khí hậu của Torino (Sân bay quốc tế Torino-Caselle, 1971–2000, cực độ 1946–nay) |
| Tháng                                                                                   | 1                                                                                       | 2                                                                                       | 3                                                                                       | 4                                                                                       | 5                                                                                       | 6                                                                                       | 7                                                                                       | 8                                                                                       | 9                                                                                       | 10                                                                                      | 11                                                                                      | 12                                                                                      | Năm                                                                                     |
| --------------------------------------------------------------------------------------- | --------------------------------------------------------------------------------------- | --------------------------------------------------------------------------------------- | --------------------------------------------------------------------------------------- | --------------------------------------------------------------------------------------- | --------------------------------------------------------------------------------------- | --------------------------------------------------------------------------------------- | --------------------------------------------------------------------------------------- | --------------------------------------------------------------------------------------- | --------------------------------------------------------------------------------------- | --------------------------------------------------------------------------------------- | --------------------------------------------------------------------------------------- | --------------------------------------------------------------------------------------- | --------------------------------------------------------------------------------------- |
| Cao kỉ lục °C (°F)                                                                      | 25.1 (77.2)                                                                             | 24.8 (76.6)                                                                             | 27.4 (81.3)                                                                             | 31.0 (87.8)                                                                             | 32.3 (90.1)                                                                             | 35.6 (96.1)                                                                             | 36.8 (98.2)                                                                             | 37.1 (98.8)                                                                             | 32.2 (90.0)                                                                             | 30.0 (86.0)                                                                             | 22.8 (73.0)                                                                             | 21.4 (70.5)                                                                             | 37.1 (98.8)                                                                             |
| Trung bình ngày tối đa °C (°F)                                                          | 6.6 (43.9)                                                                              | 9.1 (48.4)                                                                              | 13.4 (56.1)                                                                             | 16.6 (61.9)                                                                             | 20.7 (69.3)                                                                             | 24.8 (76.6)                                                                             | 27.9 (82.2)                                                                             | 27.1 (80.8)                                                                             | 23.0 (73.4)                                                                             | 17.3 (63.1)                                                                             | 11.1 (52.0)                                                                             | 7.6 (45.7)                                                                              | 17.1 (62.8)                                                                             |
| Trung bình ngày °C (°F)                                                                 | 2.1 (35.8)                                                                              | 4.3 (39.7)                                                                              | 8.1 (46.6)                                                                              | 11.1 (52.0)                                                                             | 15.5 (59.9)                                                                             | 19.4 (66.9)                                                                             | 22.4 (72.3)                                                                             | 21.8 (71.2)                                                                             | 17.8 (64.0)                                                                             | 12.4 (54.3)                                                                             | 6.5 (43.7)                                                                              | 3.1 (37.6)                                                                              | 12.0 (53.6)                                                                             |
| Tối thiểu trung bình ngày °C (°F)                                                       | −2.5 (27.5)                                                                             | −0.7 (30.7)                                                                             | 2.7 (36.9)                                                                              | 5.7 (42.3)                                                                              | 10.4 (50.7)                                                                             | 14.0 (57.2)                                                                             | 16.9 (62.4)                                                                             | 16.5 (61.7)                                                                             | 12.7 (54.9)                                                                             | 7.4 (45.3)                                                                              | 1.9 (35.4)                                                                              | −1.6 (29.1)                                                                             | 7.0 (44.6)                                                                              |
| Thấp kỉ lục °C (°F)                                                                     | −18.5 (−1.3)                                                                            | −21.8 (−7.2)                                                                            | −10.5 (13.1)                                                                            | −3.8 (25.2)                                                                             | −2.3 (27.9)                                                                             | 4.3 (39.7)                                                                              | 6.6 (43.9)                                                                              | 6.3 (43.3)                                                                              | 1.8 (35.2)                                                                              | −3.9 (25.0)                                                                             | −8.2 (17.2)                                                                             | −13.8 (7.2)                                                                             | −21.8 (−7.2)                                                                            |
| Lượng Giáng thủy trung bình mm (inches)                                                 | 47.8 (1.88)                                                                             | 47.1 (1.85)                                                                             | 72.5 (2.85)                                                                             | 113.3 (4.46)                                                                            | 145.3 (5.72)                                                                            | 104.3 (4.11)                                                                            | 70.5 (2.78)                                                                             | 76.1 (3.00)                                                                             | 83.8 (3.30)                                                                             | 106.1 (4.18)                                                                            | 69.1 (2.72)                                                                             | 45.1 (1.78)                                                                             | 981.0 (38.62)                                                                           |
| Số ngày giáng thủy trung bình (≥ 1.0 mm)                                                | 5.4                                                                                     | 4.4                                                                                     | 5.8                                                                                     | 8.6                                                                                     | 11.2                                                                                    | 8.6                                                                                     | 5.8                                                                                     | 7.7                                                                                     | 6.4                                                                                     | 7.0                                                                                     | 5.6                                                                                     | 4.4                                                                                     | 80.9                                                                                    |
| Độ ẩm tương đối trung bình (%)                                                          | 75                                                                                      | 75                                                                                      | 67                                                                                      | 72                                                                                      | 75                                                                                      | 74                                                                                      | 72                                                                                      | 73                                                                                      | 75                                                                                      | 79                                                                                      | 80                                                                                      | 80                                                                                      | 75                                                                                      |
| Số giờ nắng trung bình tháng                                                            | 111.6                                                                                   | 118.7                                                                                   | 158.1                                                                                   | 180.0                                                                                   | 195.3                                                                                   | 219.0                                                                                   | 260.4                                                                                   | 223.2                                                                                   | 168.0                                                                                   | 142.6                                                                                   | 105.0                                                                                   | 108.5                                                                                   | 1.990,4                                                                                 |
| Nguồn: Italian Air Force Meteorological Service (nắng, độ ẩm, 1961–1990)                |                                                                                         |                                                                                         |                                                                                         |                                                                                         |                                                                                         |                                                                                         |                                                                                         |                                                                                         |                                                                                         |                                                                                         |                                                                                         |                                                                                         |                                                                                         |

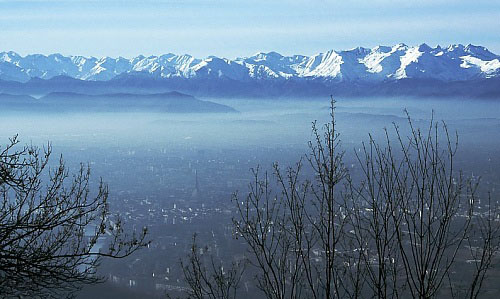
Cảnh Torino ban ngày
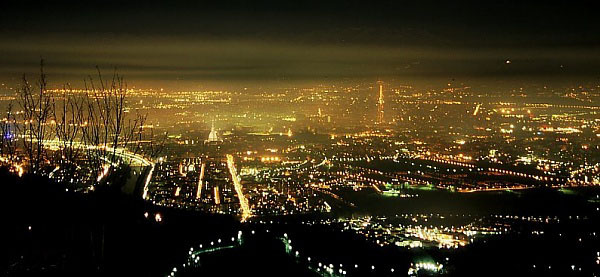
Cảnh Torino ban đêm